# Ахундова, Шафига Гулам кызы
Шафига Гулам кызы Ахундова (азерб. Şəfiqə Qulam qızı Axundova; 21 января 1924, Нуха — 26 июля 2013, Баку) — азербайджанский композитор. Заслуженный деятель искусств Азербайджанской ССР (1973), Народная артистка Азербайджана (1998). Первая женщина на Востоке, написавшая оперу.

## Биография
Шафига Ахундова родилась 21 января 1924 года в городе Шеки в семье известного деятеля культуры Гулама Ахундова. Окончила среднюю школу в Баку. В 1943-1944 годах получила начальное музыкальное образование в Бакинской музыкальной школе им. Асафа Зейналлы, где брала уроки у Узеира Гаджибекова.
В 1956 году окончила Азербайджанскую государственную консерваторию им. У. Гаджибейли по специальности «Теория музыки и композиция», класс Бориса Зейдмана.
Является автором сотен песен, романсов, опер, оперетт, симфонических сюит, в том числе сюит для большого симфонического оркестра, пьес, хоровых произведений.
Автор музыки к десяткам театральных спектаклей.
С 1943 года являлась членом Союза композиторов Азербайджана.
С 1943 по 1945 год работала в Азербайджанском государственном театре оперы и балета.
С 1956 по 1989 год являлась преподавателем Азербайджанском государственном институте искусств.
В 1972 году ею была написана опера «Скала невест» по мотивам одноимённой повести Сулеймана Рагимова. Это была первая опера на Востоке, написанная женщиной.
Автор музыки к «Айдын», «Зачем ты живешь?», «Тигровая сказка», «День рождения» и иным детским спектаклям.
Является автором музыки на стихи Сулеймана Рустама, Наби Хазри, Зивар Агаевой, Бахтияра Вагабзаде, Наримана Гасанзаде, Мустафы Искендерзаде, Рухсары Ибадовой, Масумы Алиевой, Паши Гелбинура.
В 1973 году Шафиге Ахундовой было присвоено звание заслуженного деятеля искусств Азербайджанской ССР, в 1998 году — народной артистки Азербайджана. В 2004 году композитору был вручён орден «Шохрат».
В последний год жизни состояние здоровья Шафиги Ахундовой значительно ухудшилось. У неё отказали ноги, также возникли проблемы с речью и приёмом пищи. 26 июля 2013 года Шафига Ахундова скончалась в Центральной клинической больнице в Баку. 27 июля в Театре песни имени Рашида Бейбутова состоялась церемония прощания с народной артисткой. Похоронена в Баку на II Аллее почётного захоронения.

## Награды
- Орден «Слава» (19 января 2005) — за заслуги в развитии азербайджанского музыкального искусства[6].
- Орден «Знак Почёта» (9 июня 1959) — за выдающиеся заслуги в развитии азербайджанского искусства и литературы и в связи с декадой азербайджанского искусства и литературы в гор. Москве[7].
- Народная артистка Азербайджана (24 мая 1998) — за большие заслуги в развитии азербайджанской культуры[8].
- Заслуженный деятель искусств Азербайджанской ССР (26 ноября 1973).
- Персональная стипендия Президента Азербайджанской Республики (11 июня 2002)[9].

## Сочинения
- Опера
  - Скала невест (1972)
- Оперетта
  - Дом наш, тайна наша
- Для оркестра
  - Картина «На хлопковых полях» (1948)
- Для сопрано с оркестром
  - Романс «В жизни» (слова Низами Гянджеви, исполнена в 1947 году)
- Для оркестра народных инструментов
  - Танец (1946)
- Для квартета духовых инструментов
  - Скерцо (1947)
- Для фортепьяно
  - 2 пьесы (1946)
  - Сонатина (1946)
- Для квартета духовых инструментов
  - Пьеса «Айдын»[10]
  - Пьеса «Бухта Ильича»[10]
- Хоры, песни, музыка для театра